# ديلفيم تيكسيرا
ديلفيم تيكسيرا (بالبرتغالية: Delfim José Fernandes Rola Teixeira‏) هو لاعب كرة قدم برتغالي في مركز الوسط، ولد في 5 فبراير 1977 في أمارانتي في البرتغال. شارك مع منتخب البرتغال تحت 17 سنة لكرة القدم ومنتخب البرتغال تحت 18 سنة لكرة القدم ومنتخب البرتغال تحت 20 سنة لكرة القدم ومنتخب البرتغال تحت 21 سنة لكرة القدم ومنتخب البرتغال لكرة القدم. أما مع النوادي، فقد لعب مع أولمبيك مارسيليا وديبورتيفو داس أيفيس وديسبورتيفو تروفينسي وسبورتينغ لشبونة وموريرينسي ونادي بوافيشتا ونافال ويانغ بويز.

## وصلات خارجية
- ديلفيم تيكسيرا على موقع رابطة كرة القدم الفرنسية للمحترفين (الإنجليزية)
- ديلفيم تيكسيرا على موقع قاعدة بيانات كرة القدم.إي يو (الإنجليزية)
- ديلفيم تيكسيرا على موقع ناشيونال فوتبول تيمز (الإنجليزية)
- ديلفيم تيكسيرا على موقع Soccerway.com (الإنجليزية)